# EMD SW900

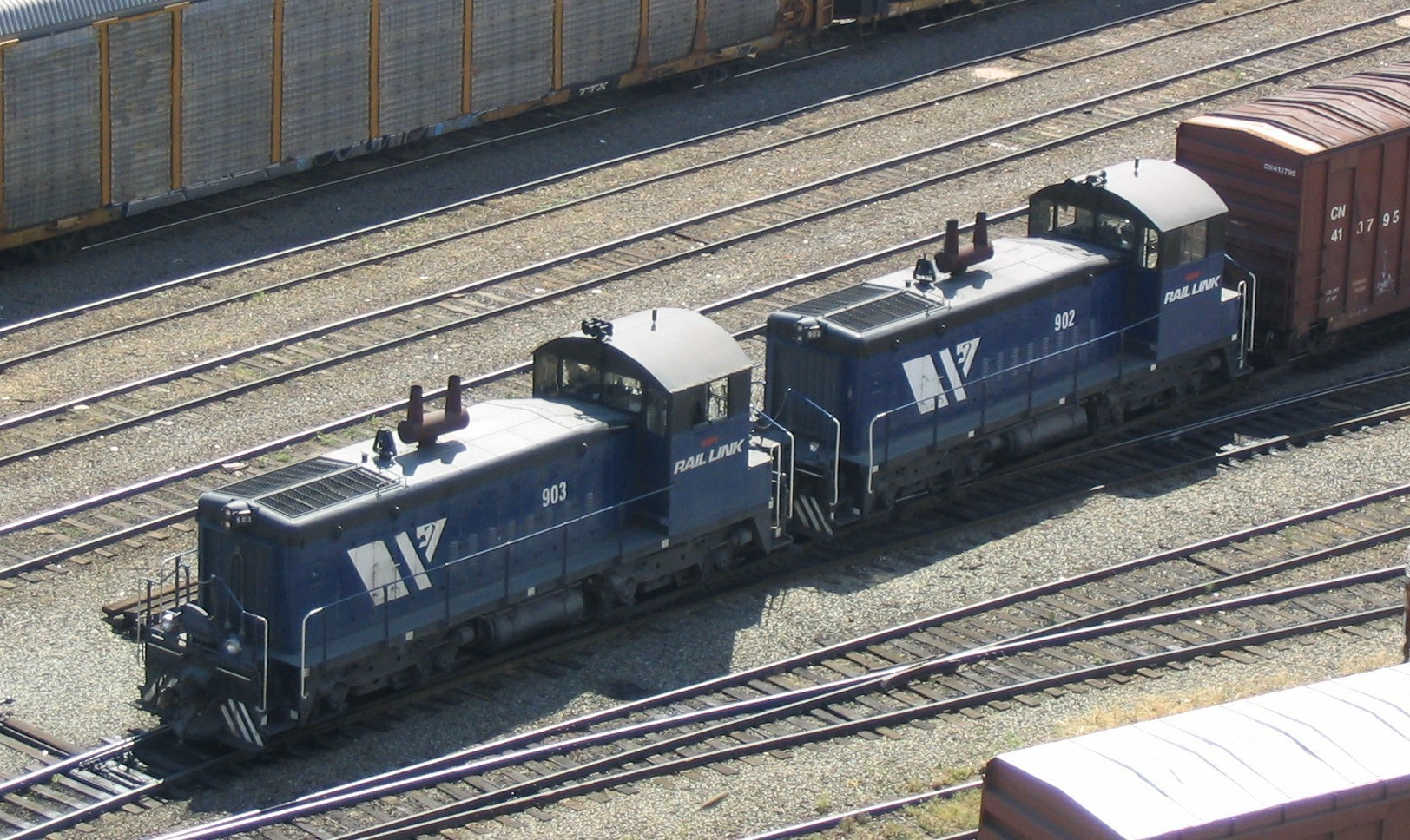
Une paire de SW900 du Southern Railway of British Columbia.

La série EMD SW900 est une série de locomotives de manœuvre diesel construite par General Motors Electro-Motive Division et General Motors Diesel (GMD) entre décembre 1953 et mars 1969. 
La puissance est fournie par un moteur EMD 567C de 8 cylindres générant 900 chevaux (670 kW). Construit simultanément avec les SW1200, les unités de huit cylindres ont une seule cheminée d'échappement. Les deux dernières séries de SW900 construites par GMD pour British Columbia Hydro ont été construites avec des moteurs 8 cylindres 645E avec une puissance nominale de 1 000 chevaux impériaux (745,69987158227 kilowatts).
260 exemplaires de cette locomotive ont été construits pour les compagnies de chemin de fer des États-Unis, et 97 ont été construits pour les chemins de fer canadiens. La production canadienne de la série SW900 a duré trois ans et demi. Sept unités ont été exportées pour être exploitées par l'Orenoque Mining Co (Venezuela) ; deux unités ont été exportées vers le Southern Peru Copper Co ; et cinq unités ont été exportées vers le Liberia-American Mining Co. La production totale de 371 unités.
Certains SW900 ont été construites avec les générateurs obtenus de locomotives EMC à moteur Winton et ont été classés comme SW900M par EMD. Les unités reconstruites à partir de modèles SW ou SC développent 600 ou 660 chevaux avec les anciens générateurs au lieu des 900 chevaux de la SW900.
Au début des années 1960, la Reading Company a envoyé 14 de ses locotracteurs Baldwin VO 1000 à EMD pour les  faire reconstruite suivant le cahier des charges des SW900. Ces unités ont conservé la carrosserie Baldwin et ont été évalués à 1000 chevaux par EMD.
Une version « cow-calf », le TR9, a été catalogué, mais aucun n'a été construit.

## Acheteurs originels

### Construit par Electro-Motive Division, États-Unis
| Chemin de fer                                                             | Quantité | Immatriculation                | Notes                                                                               |
| ------------------------------------------------------------------------- | -------- | ------------------------------ | ----------------------------------------------------------------------------------- |
| Electro-Motive Division démonstrateur                                     | 1        | 6534                           | Devenu River Terminal 99                                                            |
| Electro-Motive Division démonstrateur                                     | 1        | 6535                           | Devenu Waterloo Railway 4                                                           |
| Alabama By-Products Corporation                                           | 1        | 900                            |                                                                                     |
| American Steel and Wire                                                   | 4        | 3–6                            |                                                                                     |
| Armco Steel Corporation                                                   | 13       | B80, 1203–1214                 |                                                                                     |
| Atchison, Topeka and Santa Fe Railway                                     | 4        | 650–653                        |                                                                                     |
| Baltimore and Ohio Railroad                                               | 29       | 625–653                        |                                                                                     |
| Birmingham Southern Railroad                                              | 5        | 91–95                          |                                                                                     |
| General Motors-Buick Motor Division                                       | 2        | 792, 818                       |                                                                                     |
| Canton Railroad                                                           | 5        | 44–48                          |                                                                                     |
| Cedar Rapids and Iowa City Railway                                        | 1        | 94                             |                                                                                     |
| Champion Papers Inc                                                       | 1        | 3                              |                                                                                     |
| Chicago and North Western Railway                                         | 2        | 144–145                        |                                                                                     |
| Chicago Great Western Railway                                             | 1        | 5                              |                                                                                     |
| Chicago, Rock Island and Pacific Railroad                                 | 29       | 550–563, 900–914               | Les 550-563 sont des SW900M de 600 chevaux.                                         |
| Colorado and Wyoming Railway                                              | 1        | 214                            |                                                                                     |
| Texas Construction Material Company (Colorado River and Western Railroad) | 1        | 201                            |                                                                                     |
| Corinth and Counce Railroad                                               | 2        | 901–902                        |                                                                                     |
| Cuyahoga Valley Railway                                                   | 2        | 960–961                        |                                                                                     |
| DeQueen and Eastern Railroad                                              | 1        | D-4                            |                                                                                     |
| Detroit Edison Company                                                    | 1        | 214                            |                                                                                     |
| Hammond Lumber Company (Feather River Railway)                            | 1        | 102                            |                                                                                     |
| Fernwood, Columbia and Gulf Railroad                                      | 1        | 900                            |                                                                                     |
| Grand Trunk Railroad (of Maine)                                           | 2        | 7225-7226                      |                                                                                     |
| Grand Trunk Western Railroad                                              | 13       | 7227–7232, 7262–7268           |                                                                                     |
| Granite City Steel Company                                                | 2        | 900–901                        |                                                                                     |
| Great Lakes Steel Corporation                                             | 2        | 6-7                            |                                                                                     |
| Hanna Furnace Company                                                     | 1        | 17                             |                                                                                     |
| Hercules Powder Company                                                   | 1        | 61                             |                                                                                     |
| Inland Lime and Stone Company                                             | 1        | 10                             |                                                                                     |
| Jacksonville Terminal Company                                             | 3        | 37–39                          |                                                                                     |
| Lancaster and Chester Railway                                             | 2        | 90–91                          | Le L&C 91 est le dernier SW900 construit en novembre 1965                           |
| Lehigh Valley Railroad                                                    | 12       | 106-107, 110, 120-127, 130     | Les 107 et 110 sont des SW900M de 600 chevaux, le 106 est un SW900M de 660 chevaux. |
| Liberian-American Mining Co                                               | 5        | 201-205                        | Expédiés au Liberia.                                                                |
| McLouth Steel Corporation                                                 | 2        | 6–7                            |                                                                                     |
| Missouri Portland Cement Company                                          | 1        | 1                              |                                                                                     |
| Monessen Southwestern Railway                                             | 3        | 28–30                          |                                                                                     |
| New York Central Railroad                                                 | 16       | 9631–9646                      |                                                                                     |
| New York Central System (Cleveland Union Terminal Company)                | 3        | 9628–9630                      |                                                                                     |
| Northern Pacific Railway                                                  | 1        | 100                            | Le NW 100 est reconstruit comme SW900M.                                             |
| Orinoco Mining Company                                                    | 7        | 1090–1096                      | Exporté au Venezuela.                                                               |
| Philadelphia Bethlehem and New England Railroad                           | 2        | 51-52                          |                                                                                     |
| Pickering Lumber Company                                                  | 4        | 101–104                        |                                                                                     |
| Raritan River Railroad                                                    | 6        | 1–6                            |                                                                                     |
| Reading Company                                                           | 21       | 10-15, 1501–1515               | La série 10-15 sont des SW900M de 660 chevaux.                                      |
| Republic Steel Corporation                                                | 12       | 345, 347–349, 354–359, 373–374 |                                                                                     |
| River Terminal Railway                                                    | 10       | 90–98, 100                     | Le 99 est le démonstrateur EMD                                                      |
| Sand Springs Railway                                                      | 3        | 100–102                        |                                                                                     |
| Simpson Logging Company                                                   | 1        | 900                            | Construit avec des freins dynamiques.                                               |
| South Peru Copper Company                                                 | 2        | 9-10                           | Exporté au Pérou.                                                                   |
| Southern Pacific Transportation Company                                   | 10       | 4624–4633                      |                                                                                     |
| Steelton and Highspire Railroad                                           | 2        | 21, 27                         |                                                                                     |
| U.S. Steel Corporation                                                    | 1        | 157                            |                                                                                     |
| U.S. Sugar Corporation                                                    | 3        | 154–156                        |                                                                                     |
| Valdosta Southern Railroad                                                | 1        | 955                            |                                                                                     |
| Virginia-Carolina Chemical Company                                        | 1        | 1                              |                                                                                     |
| Waterloo Railroad                                                         | 3        | 1–3                            | Le Waterloo 4 est le démonstrateur EMD 6535                                         |
| Woodward Iron Company                                                     | 1        | 62                             |                                                                                     |
| Youngstown Sheet and Tube Company                                         | 5        | 900–904                        |                                                                                     |
| Total                                                                     | 274      |                                |                                                                                     |

### Construit par General Motors Diesel, Canada
| Chemin de fer                                | Quantité | Immatriculation      | Notes |
| -------------------------------------------- | -------- | -------------------- | --- |
| Algoma Steel                                 | 1        | 51                   | |
| Aluminum Company of Canada (Alcan)           | 1        | 1003                 | |
| British Columbia Electric Railway / BC Hydro | 12       | 900–911              | Transférées au Southern Railway of British Columbia. La BC Hydro 911 a été le dernier SW900 construit en mars 1969 ; toutes ont été construites avec des bogies pour locomotive de route et conduite en unité multiple ; parfois connus comme SW900RS |
| Canadian National Railways                   | 54       | 7233–7261, 8535–8559 | La production du groupe 8535-8542 a commencé en décembre 1953. |
| Canadian Pacific Railway                     | 11       | 6710–6720            | |
| McKinnon Industries                          | 1        | 47074                | |
| Midland Railway Company of Manitoba          | 1        | 1                    | |
| Steel Company of Canada (Stelco)             | 16       | 78–93                | |
| Total                                        | 97       |                      | |